# Krosnowa
Krosnowa – wieś w Polsce położona w województwie łódzkim, w powiecie skierniewickim, w gminie Słupia.

## Historia
W latach 1975–1998 miejscowość administracyjnie należała do województwa skierniewickiego.
W latach 1891–1894 (2 lata i 8 miesięcy) mieszkał w Krosnowie u Kłębów Władysław Stanisław Reymont. Tam zaczął pisać i wtedy zaczęto drukować jego utwory. Tak pisał w liście do brata w 1894 r. o pobycie w Krosnowie: Mnie tylko było dobrze czasami na Krosnowie, kiedy nie trzeba było iść na linię, tytuń był i była pewna miska kartofli u gospodarzy(...) snuło się złotą przędzę marzeń i tworzyło się światy nowe i ludzi dobrych, choć papierowych. Teraz wiem, że mi już nigdzie dobrze nie będzie, nigdzie i nigdy.